# غران رمو (كيبك)
غران رمو (بالإنجليزية: Grand-Remous, Quebec)‏ هي بلدية محلية في كيبيك تقع في كندا في La Vallée-de-la-Gatineau Regional County Municipality. يقدر عدد سكانها بـ 1,168 نسمة ومساحتها 506.30 كم2 .